# Synagoga w Szydłowie

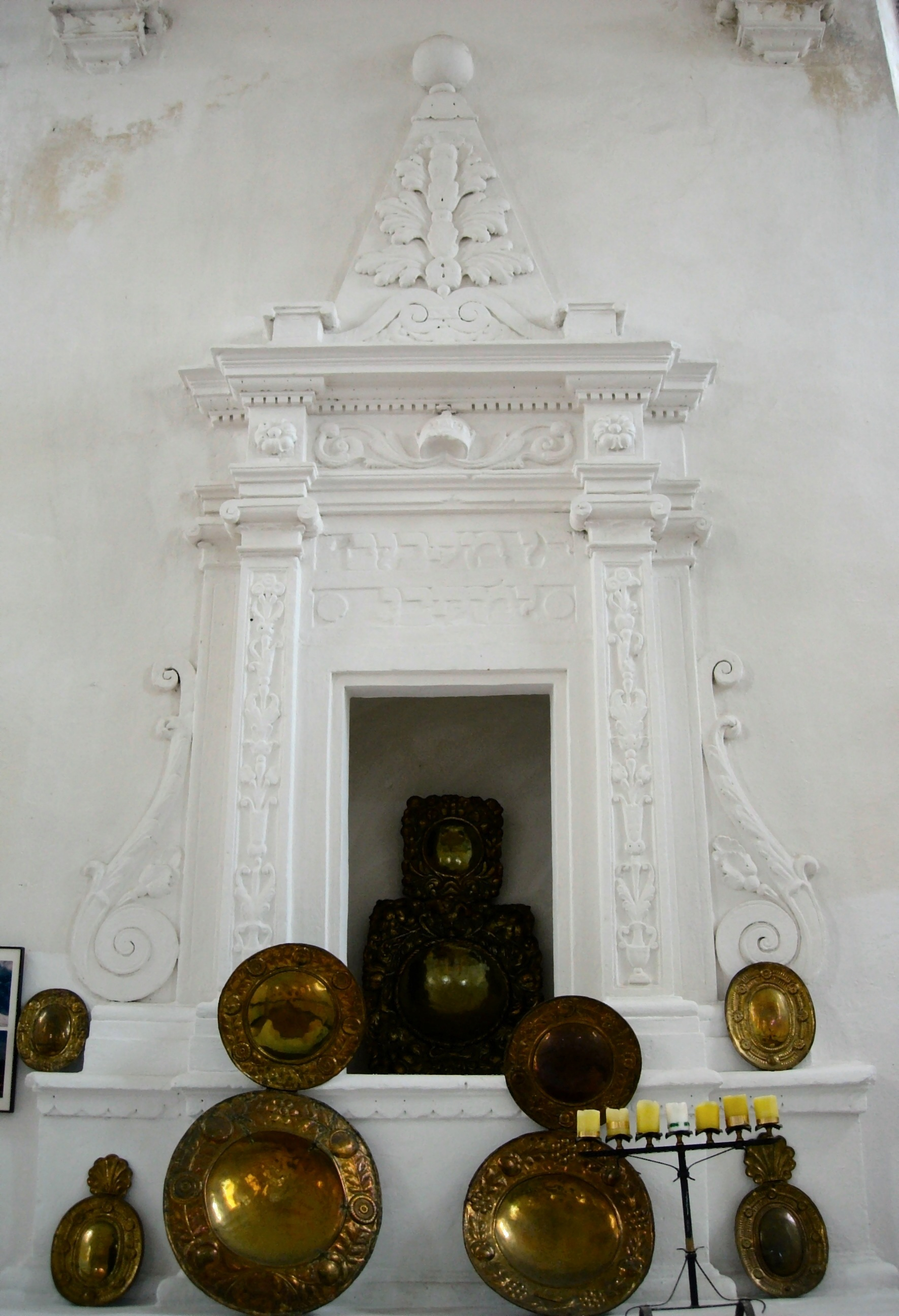
Aron ha-kodesz

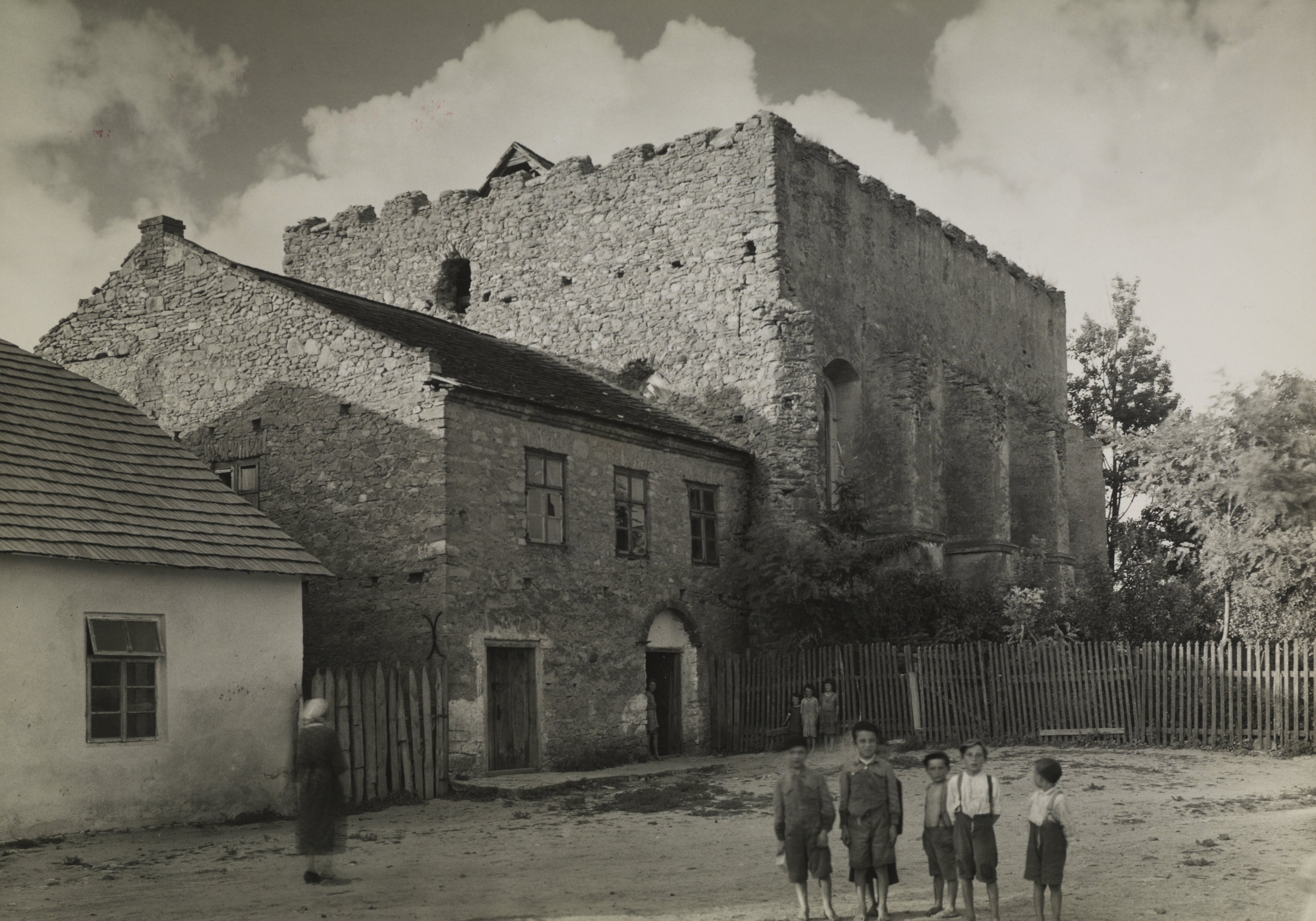
Widok synagogi około 1936

Synagoga w Szydłowie – synagoga znajdująca się w Szydłowie, na skraju miasta, przy ulicy Targowej 3.
Jest najstarszą zachowaną synagogą w województwie świętokrzyskim i jedną z najstarszych w Polsce. Jest również typowym przykładem bóżnicy obronnej, świadectwem militarnych powinności Żydów polskich.

## Historia
Synagoga została zbudowana pomiędzy 1534 a 1564 rokiem, lub pod koniec XVI wieku (na co wskazują detale dekoracji wnętrza). Na początku XVII wieku przeszła pierwszą, wielką przebudowę, podczas której dobudowano do ściany zachodniej drewnianą przybudówkę, mieszczącą na piętrze babiniec. W 1784 roku wykonano nową dekorację i polichromie autorstwa Jehudy Lejby. W XIX wieku bożnicę strawił pożar, jednak po nim została natychmiast wyremontowana. W latach 20. XX wieku przeprowadzono częściowy remont synagogi.
Podczas II wojny światowej hitlerowcy zdewastowali wnętrze synagogi i następnie umieścili w niej magazyn broni i żywności. Po zakończeniu wojny budynek chwilowo pełnił rolę kina wiejskiego, następnie w stanie ruiny stał opuszczony przez wiele lat.
W 1967 roku decyzją ówczesnych władz budynek synagogi został przeznaczony na Gminny Dom Kultury. W 1978 roku na zlecenie Wojewódzkiego Konserwatora Zabytków przeprowadzono remont budynku. W 1981 roku odnaleziono ukryte oryginalne kinkiety z odblaśnicami. Synagogę odbudowywano w oparciu o przekazy ikonograficzne i zachowane inwentaryzacje, co pozwoliło przywrócić budynkowi oryginalny wygląd.
Obecnie w synagodze znajduje się muzeum z niewielką wystawą judaików. Są to głównie jady, dwa kawałki zwojów Tory, 18 płaskorzeźb w brązie przedstawiających sceny ze Starego Testamentu, korona Tory, chanukija, książki oraz inne. W synagodze znajduje się również 4 metrowa rzeźba „Mojżesz” autorstwa Gustawa Zemły. Oprócz tego, w synagodze organizowane są wystawy rzeźby i malarstwa.

## Architektura

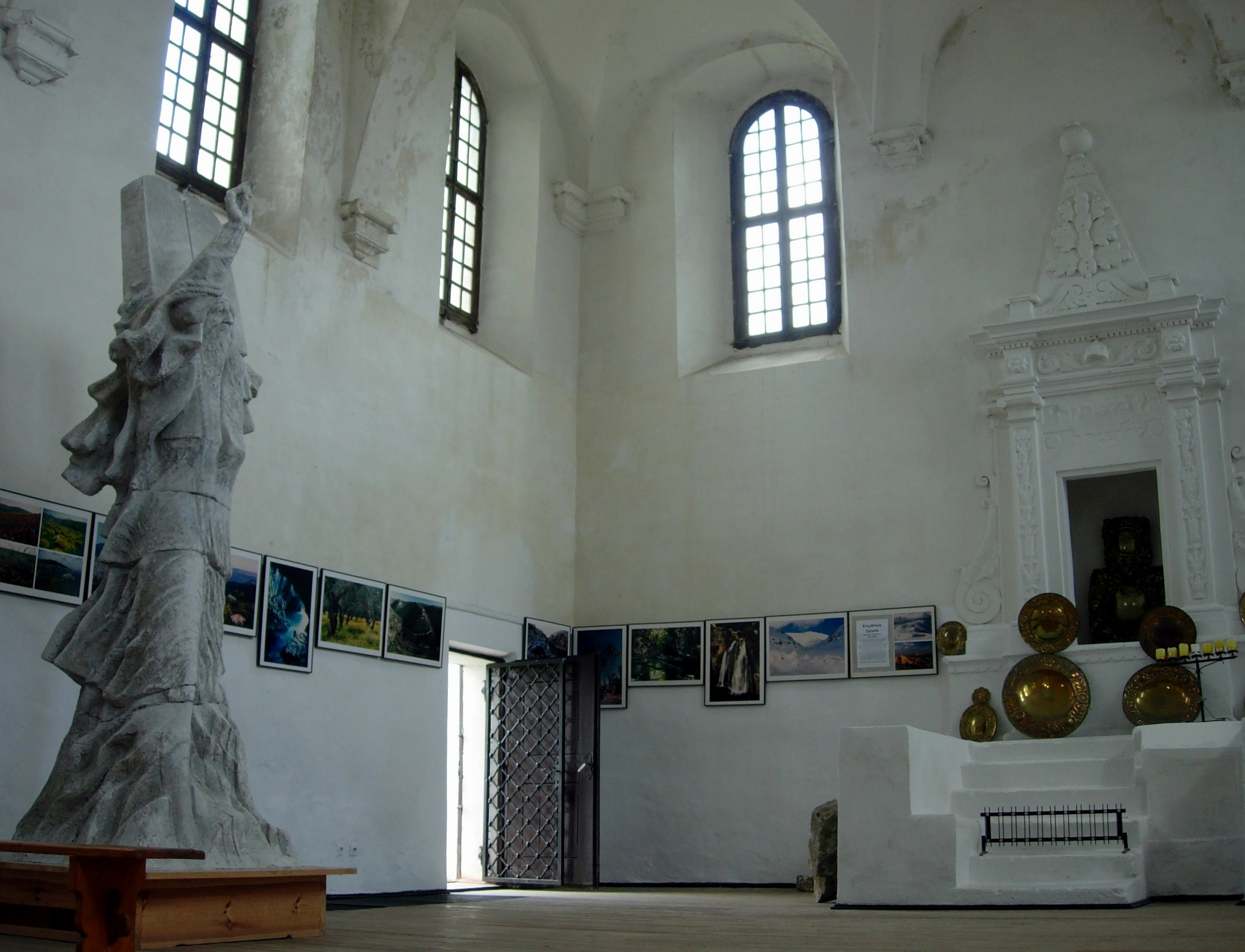
Wnętrze synagogi

Murowany z kamienia łamanego budynek synagogi wzniesiono na planie prostokąta, w stylu późnogotyckim z późnorenesansowymi elementami wnętrza. Synagoga jest przykryta dachem pogrążonym, który zasłania mur blankami oraz późnogotycka attyka. Ściany zewnętrzne, grube na około 2 metry są wsparte szkarpami, które stoją między 10 półkoliście zakończonymi oknami.
Od zachodniej strony znajduje się drewniano-murowana przybudówka, na piętrze której znajdował się pierwotnie babiniec, otwarty na salę główną czterema małymi okienkami. Główna sala modlitewna, znacznie obniżona wobec poziomu ulicy, jest sklepiona kolebkowo z lunetami z późnorenesansową dekoracją stiukową z przełomu XVII i XVIII wieku.
Fragmenty fresków autorstwa Jehudy Lejby są obecnie przykryte warstwą wapna. Nad dawną bimą między filarami znajduje się data: 1699, a na ścianie południowej: 1784. Są to dowody restauracji i wykonania nowej dekoracji w synagodze.
Na ścianie wschodniej znajduje się późnorenesansowy, rzeźbiony w kamieniu aron ha-kodesz pochodzący z początku XVII wieku. Ujęty jest dwoma pilastrami i udekorowany ornamentami roślinnymi, kandelabrowymi, wolutami po bokach, a zwieńczony motywem Drzewa Życia. W zachodniej ścianie znajdują się prostokątne wnęka po skarbonie, nad którą znajduje się hebrajski napis i płaskorzeźba złożonych dłoni.
- Synagoga jest obiektem, który stanowi wartość zabytkową. Została ona wpisana do krajowego rejestru zabytków nieruchomych pod numerem 499 w dniu 12 kwietnia 1957 oraz 476 z 15 kwietnia 1967 roku.